# ريكي لو
ريكي لو هو صحفي فلبيني، ولد في 21 أبريل 1946 في لاس نافاس ‏ في الفلبين.

## وصلات خارجية
- ريكي لو على موقع IMDb (الإنجليزية)